# ایراکلی غاریباشویلی
ایراکلی گاریباشویلی (گرجی: ირაკლი ღარიბაშვილი؛ زادهٔ ۲۸ ژوئن ۱۹۸۲) یک سیاست‌مدار اهل گرجستان است.

## نخست وزیری

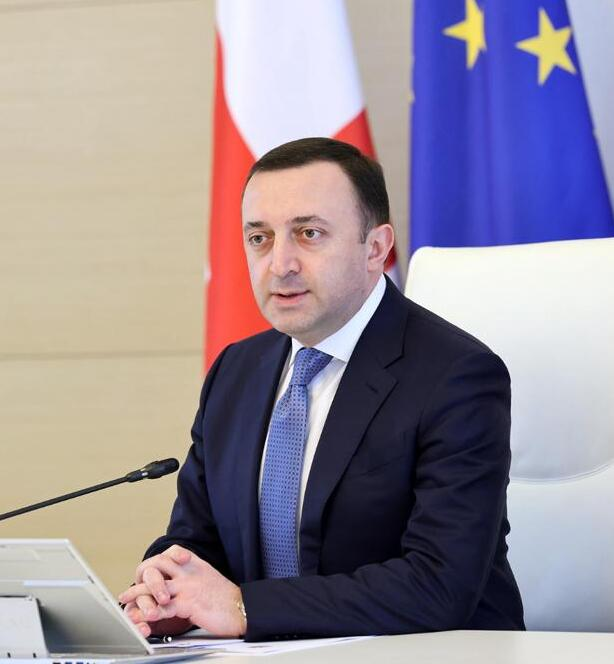
تصویری از ایراکلی گاریباشویلی

### اولین نخست وزیری
وی در تاریخ ۲۰ نوامبر ۲۰۱۳ با ۹۳ رای موافق و ۱۹ رای مخالف از سوی مجلس گرجستان به نخست وزیری برگزیده شد.
در دوره نخست وزیری او شورای امنیت و مدیریت بحران براساس قانون اساسی جدید گرجستان تأسیس شد.علاوه بر این دولت بر ایجاد مرکزی تحت عنوان مرکز هماهنگی یکپارچه برای مدیریت بحران با کمک فنی ایالات متحده، بریتانیا و اسرائیل متمرکز شد. به منظور هماهنگی سیاست اقتصادی، ایراکلی گاریباشویلی شورای اقتصاد را تأسیس نمود.
در دوران نخست وزیری او با اینکه روابط گرجستان و روسیه بهتر شده بود اما او هیچگاه به روسیه نرفت و هیچ نماینده ای از روسیه هم به گرجستان نرفت.
پس از حدود دوسال نخست وزیری بی دلیل از مقام خود استعفا کرد. وی درباره علت استفای خود گفت تمام مقام های دولتی موقت هستند.